# Centre de Recerca en Sanitat Animal (IRTA-CReSA)
El Centre de Recerca en Sanitat Animal (IRTA-CReSA) és un centre de recerca veterinària situat al campus de Bellaterra de la UAB.

## Història
Va ser creat el 1999 com una fundació, però des del 2014 es va integrar en l'estructura científica de l'IRTA, i des del 2015, com a centre propi.

## Serveis
Des del 2001, ha treballat en estreta col·laboració amb diferents institucions públiques per a millorar la salut pública i animal. A Catalunya, té un contracte anual amb el DARP i el Departament de Salut de la Generalitat de Catalunya, i també manté una col·laboració més esporàdica amb l'Agència Catalana de Seguretat Alimentària, adscrita al Departament.
A nivell estatal, el CReSA ha iniciat la col·laboració amb el Ministerio de Agricultura, Alimentación y Medio Ambiente i ha realitzat alguns estudis per a altres governs autonòmics, com ara els d'Andalusia i Galícia. En el marc d'aquests contractes, ha treballat en epidemiologia, diagnòstic i estudis generals de les malalties com la tuberculosi, la Llengua blava ovina, la influenza aviària, la febre del Nil Occidental, l'encefalopatia espongiforme bovina, tremolor ovina (Scrapie), el virus de Schmallenberg, malaltia vesicular porcina, la pesta porcina clàssica i africana, malaltia de la frontera, i la brucel·losi en animals de granja. També forma part de la xarxa internacional Global Virus Network per la lluita contra els virus.